# Herbert Maack
Herbert (Hano, Hanno) Maack (* 11. August 1909 in Hamburg; † 20. Dezember 1987 ebenda) war ein Fußballspieler für den Eimsbütteler TV.

## Leben
In den Jahren 1931 bis 1934 stürmte er an der Seite von Otto Rohwedder, Karl „Kalli“ Mohr und Herbert Panse als Linksaußen, errang 1934 die Meisterschaft in der Gauliga Nordmark und spielte dann um die deutsche Meisterschaft.

### Name
Seinen Sportler-Namen „Hano-Maack“ bekam er bereits 1927 als Linksaußen der 1. Schülermannschaft des ETV durch Zeitungs-Karikaturen in Anspielung auf seine Körpergröße und Schnelligkeit als Vergleich mit dem damaligen ersten deutschen Kleinwagen Hanomag 2/10 PS. Unter diesem Namen ist er als Sportler dann auch in den folgenden Kriegsjahren bekannt gewesen und seine Popularität hat ihm des Öfteren leichte Vorteile verschafft und ihn letztlich wohl vor dem Tod an der Front bewahrt.

### Reminiszenz
Walter Jens, als Junge den Helden des ETV sehr zugetan, verfasste die Eloge Vorbei die Eimsbüttler Tage und hat darin die Erinnerungen an die ETV-Glanzzeit in die Worte gefasst:

„Derle Ahlers, Otto Rohwedder, Herbert Panse, Kalli Mohr und Hanno Maack – wenn ich den letzten Goethe-Vers vergessen habe, werde ich den Eimsbütteler Sturm noch aufzählen können.“